# Ilisoa
Ilisoa is een geslacht van spinnen uit de  familie van de Cyatholipidae.

## Soorten
- Ilisoa conjugalis Griswold, 2001
- Ilisoa hawequas Griswold, 1987
- Ilisoa knysna Griswold, 1987